# Tour Initiale
Tour Initiale (dawniej Tour Nobel) – wieżowiec w Puteaux, we Francji, o wysokości 109 m. Budynek został otwarty w 1966 roku i był pierwszym biurowcem w dzielnicy La Défense.  W 2003 został wyremontowany.